# Kjo Koike

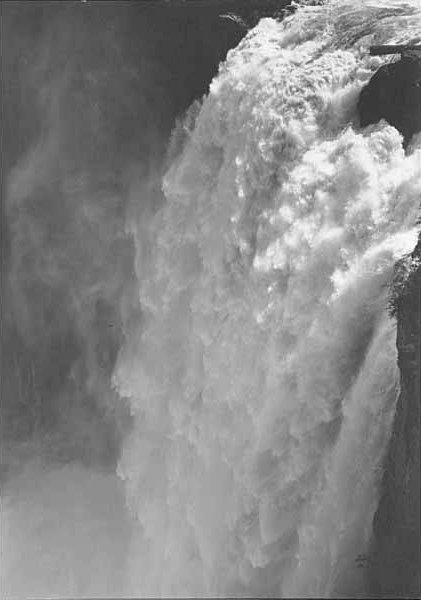
Thousand Thunders

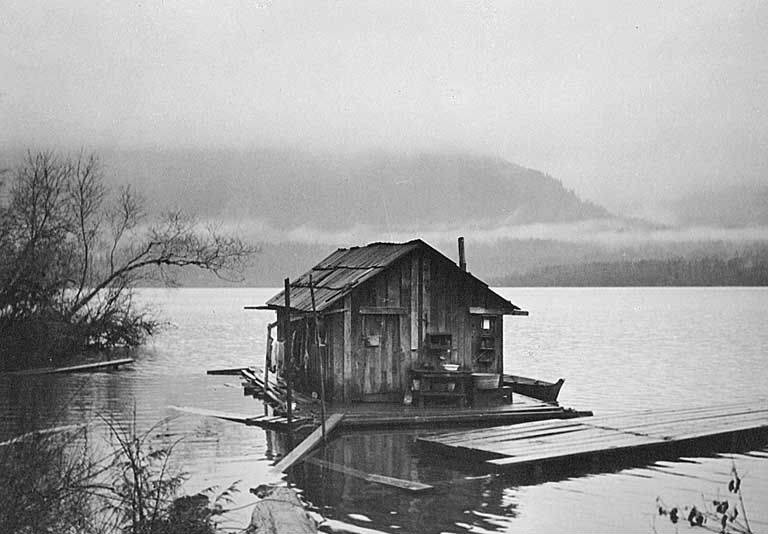
Called a Home

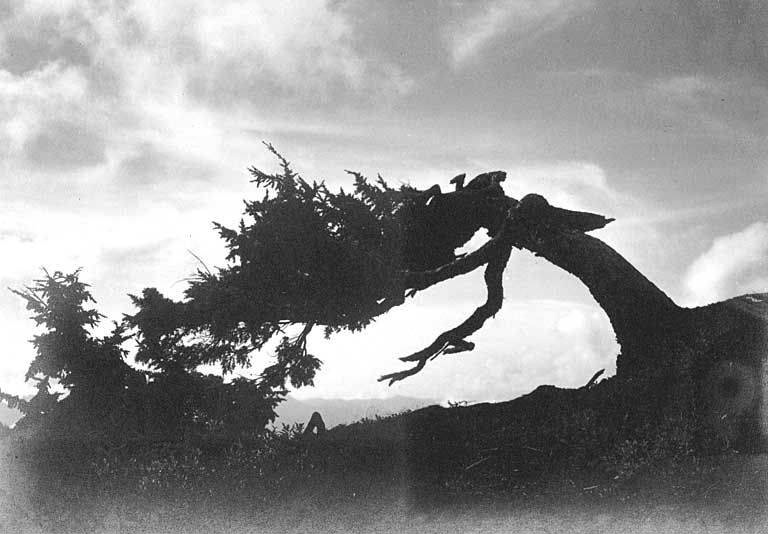
Crooked by Mountain Weather

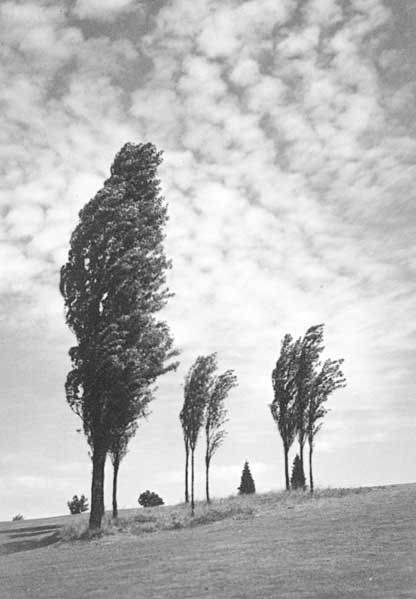
At the Mercy of Summer Breeze

Kjo Koike (11. února 1878 – 31. března 1947) byl japonsko-americký básník, lékař a fotograf.

## Fotografie
Koike přijel do Seattlu v roce 1916 ve věku 38 let a založil lékařskou kliniku v centru města poblíž Main Street a Pátou Avenue.
Ačkoli byl uznávaným profesionálním chirurgem, jeho první láskou byla fotografie. Zúčastnil se prvního uměleckého salonu Frederick & Nelson a byl známý svým piktorialistickým stylem a inovativní kombinací východní a západní estetiky.
Byl členem Královské fotografické společnosti Velké Británie a v roce 1928 získal od společnosti nejvyšší ocenění Fellowship of the Royal Photographic Society (FRPS). Byl také ředitelem uměleckého spolku Associated Camera Clubs of America.
Jeho samostatné výstavy se uskutečnily například v takových institucích jako: Kodak Park Camera Club, Rochester, NY, 1926, Portage Camera Club, Akron, Ohio, 1927, Brooklynský institut umění a věd v roce 1928 a The Art Institute of Seattle v roce 1929.
Koike patřil v roce 1924 mezi zakladatele fotografického spolku Seattle Camera Club. Jednalo se o sdružení fotografů, které se z velké části skládalo z japonsko-amerických přistěhovalců. Vzhledem k jeho vzkvétající praxi v japonské komunitě v Seattlu mu jeho profesionální příjem umožňoval nejen soustředit se na fotografování, ale také převzít mnoho nákladů na založení a provoz klubu. Byl redaktorem klubového zpravodaje Notan, což v japonštině znamená Světlo a stín. Setkávali se každý měsíc na 508½ Main Street poblíž ordinace Dr. Koike. Na těchto setkáních si členové navzájem kritizovali tisky a diskutovali o aktuálních představách o fotografii. Dr. Koike zapisoval tyto diskuse do svého měsíčního bulletinu, stejně jako popisy fotografických výletů, které členové podnikali, jména členů, kteří vystavovali a komentáře o fotografii obecně. Mezi další významné členy spolku patřili: Soiči Sunami, Wayne Albee, Virna Hafferová, Frank Kunišige, Ella E. McBride, ale také fotograf českého původu Drahomír Josef Růžička. Klub prosperoval celkem pět let. S blížícím se koncem se počet členů v klubu začal snižovat, a to především kvůli rostoucím ekonomickým obtížím, které vedly až k velké hospodářské krizi v roce 1929. Mnoho členů zastávalo málo placená místa a se zvýšenými cenami a nedostatkem pracovních míst si již nemohli dovolit kupovat filmy nebo jiné fotografické potřeby. Dne 11. října 1929 se v klubu uskutečnilo rozloučení. Zúčastnilo se pouze 7 členů, kteří v té době formálně klub rozpustili. Všechny své fotografie a rozsáhlé záznamy ze Seattle Camera Club odkázal po své smrti členu klubu Iwaovi Macušitovi.

## Poezie
Koike byl také známým básníkem pod pseudonymem Banjin. Byl členem Rainier Ginsha, básnické společnosti v Seattlu Haiku, kterou v roce 1934 založil básník Kjou Kawajiri.

## Internace během druhé světové války
Během internace japonských Američanů ve druhé světové válce byla veškerá jeho fotografická zařízení zkonfiskována vládou USA a byl převezen do válečného relokačního centra Minidoka v Idahu. Zatímco byl zadržován, vytvořil novou společnost poezie nazvanou Minidoka Ginša. Do roku 1945 se skupina skládala z více než 158 básníků. Koike v internačním táboře onemocněl a zemřel v roce 1947, krátce po svém propuštění. Bylo mu 69 let.